# Namochwani
Namochwani (gruz. ნამოხვანი) – wieś w Gruzji, w regionie Imeretia, w gminie Ckaltubo. W 2014 roku liczyła 147 mieszkańców.